# Elastyczne formy zatrudnienia
Elastyczne formy zatrudnienia (EFZ, ang. flexible forms of employment) – nietypowe formy zatrudnienia charakteryzujące się elastycznością czasu i miejsca pracy, formy stosunku pracy (preferowanie kontraktów cywilnoprawnych ponad tradycyjnymi umowami o pracę z jednym pracodawcą), formy relacji pracownika z pracodawcą, wynagrodzenia (m.in. zadaniowe) i zakresu pracy.

## Cele
Stosowanie elastycznych form zatrudnienia pozwala pracodawcom m.in. lepiej dostosowywać się do zmieniającego się popytu i obniżyć koszty, a pracownikom – pogodzić obowiązki zawodowe z życiem prywatnym.

## Adresaci
Elastyczne formy zatrudnienia stanowią rozwiązanie dla osób, które nie mogą pracować w pełnym wymiarze godzin lub w jednym miejscu pracy, m.in. dla matek wychowujących dzieci, osób młodych, osób niepełnosprawnych i ich opiekunów, a także specjalistów i przedstawicieli wolnych zawodów niezainteresowanych stałym zatrudnieniem.
Elastyczne formy zatrudnienia są możliwe tam, gdzie:
- pracownicy są zastępowalni,
- istnieje możliwość przekazania obowiązków służbowych lub nadzoru nad projektem innej osobie,
- nie ma klienta wymagającego kontaktu z konkretnym pracownikiem,
- termin wykonania pracy nie jest priorytetem,
- nie ma obowiązku brania nadgodzin ani wzywania do pracy na żądanie (np. wieczorem, w weekend lub z urlopu),
- istnieje możliwość brania wolnych godzin lub dni z ważnego powodu,
- istnieje możliwość brania dłuższego urlopu, np. macierzyńskiego, z gwarancją powrotu do pracy na porównywalne stanowisko i z porównywalnymi zarobkami,
- przerwy w pracy (szczególnie dłuższe) nie blokują rozwoju zawodowego nie przerywają możliwości kontynuowania kariery.

## Formy organizacyjne
Do najczęściej spotykanych form elastycznego zatrudnienia w Polsce i na świecie należą:
- telepraca
- praca tymczasowa
- praca w niepełnym wymiarze czasu pracy
- samozatrudnienie
- zatrudnienie na czas określony
- zatrudnienie na czas wykonania określonej pracy
- flexitime (ruchomy czas pracy)
- compressed hours (kumulowanie godzin pracy)
- job sharing (rozdzielanie godzin pracy pomiędzy dwóch pracowników, którzy wspólnie świadczą pracę jednej osoby zatrudnionej na cały etat)[2]

Promocją elastycznych form zatrudnienia zajmuje się m.in. Europejski Fundusz Społeczny w ramach Inicjatywy Wspólnotowej Equal.